# رمضان حمود
الشاعر رمضان حمود

## مولده ونشأته
ولد رَمَضَان حمود بن سليمان بن حمو يوم الأحد العاشر من رمضان عام 1324 هـ الموافق للثامن والعشرين أكتوبر 1906 م بوادي ميزاب بغرداية في الجنوب الجزائري. ينتهي نسبه إلى حمو بن سليمان -أحد رجالات مزاب- ، نشأ وسط عائلة متدينة ومحافظة، انتقل مع والده إلى غليزان وهو ابن ست سنين فتعلم بها القرآن الكريم ومبادئ اللغتين العربية والفرنسية وظل ينتقل بين المدينتين حتى سن السادسة عشرة حيث انتقل إلى تونس في طليعة البعثات التي كان يرسلها الشيخان إبراهيم اطفيش والشيخ محمد الثميني، فدرس النحو والأدب والمنطق والعلوم الإسلامية لمدة ثلاث سنوات متنقلا بين مدارس السلام، المدرسة القرآنية الأهلية والمدرسة الخلدونية ثم جامع الزيتونة، وعاد بعد إصابته بداء السل.

## نشاطه وأعماله
رمضان حمود شاعر وكاتب ووطني ثائر ولا عجب أن تعرض لمحاولة اغتيال من السلطات الفرنسية وتعرضه للسجن وهو دون العشرين ثم سجنه مرة أخرى بعد عودته إلى الجزائر ثم بعد خروجه واصل تعليمه بالاعتماد على نفسه من خلال مطالعاته، ونشر مقالات في مجلة: «وادي ميزاب» و«الشهاب»' والبصائر، له مجموعة من القصائد، سماها «بذور الحياة» ومحاولة قصصية عن حياته بعنوان «الفتى» في الجزء الأول واعتزم نشر الجزء الثاني لكنه سبقه الأجل.

### نماذج من شعره
- قصيدة «أيها العرب والخطوب جسام» من بحر الخفيف، وعدد أبياتها 41 نقتطف منها:

- قصيدة أخرى بعنوان «لا تلمني في حبها وهواها»:

## وفاته
توفي ليلة الأربعاء لأربع وعشرين ليلة خلت من جمادى الآخرة عام 1348 هـ الموافق لـ 26 نوفمبر سنة 1929 م.

## في جريدة الشهاب
- أوردت جمعية الإصلاح نعي الشاب حمود في جريدة «الشهاب» [2]	:

| رمضان حمود | هيأة جمعية الإصلاح بغرداية ، غرداية يوم 15 ديسمبر 1929م إلى الشعب الميزابي المجيد ، إلى أدباء الجزائر الكرام ، إلى آل رمضان إن جمعية الإصلاح بغرداية تتقدم إليكم بمخضل دموعها وأحر عواطفها مشاركة إياكم في فاجعة وفاة عضدها الأمين وساعدها المتين: المرحوم رمضان حمود معترفة أنها فقدت من صفها أعظم عامل مصلح في الوطن ، وأكبر غيور ملي وأجل رجل من رجال العفة والفضيلة والحسنى ، وإنها لخسارة عظمى ونائبة جلى ، إنا لله وإنا إليه راجعون ، هذا وللفقيد المرحوم مزايا على الأمة والأدب كبيرة ، ومن يطالع كتابه "بذور الحياة" يجد هنالك الأدب الجم والحكمة البالغة وتتضح له عبقرية وفتوة فقيدنا العزيز ، وهكذا لا يفجعنا الدهر إلا في الكرام الأعزة ، نسأل الله لنا ولكم الصبر والسلوان وللمرحوم المغفرة والرضوان في فراديس عليين. غرداية ، رئيس جمعية الإصلاح ، سليمان ابن أبي نوح | رمضان حمود |

- وكتبت عنه الجريدة في نفس العدد:

| رمضان حمود | وفاة الأخ رمضان حمود نعت إلينا رصيفتنا "الإصلاح" الغراء نبأ وفاة هذا الشاعر النابغة والأديب الفتي والمصلح الوطني ، فوقع علينا ذلك النبأ الوقع المؤلم حتى كأنما بتر عضو من جسد هياتنا ، وأظلم أمامنا قسم عظيم من مستقبل الجزائر كنا نعلق إنارته على جده وعمله وإخلاصه ، وأعظم المصائب ما أثر في مستقبل الأوطان وأقدح الرزايا ما أضعف قوة الأمم. فنحن -والحزن يأخذ منا كل مأخذ- نعزي فيه الملة والوطن والأدب ، سائلين له الرحمة والرضوان ولآله الصبر والسلوان. | رمضان حمود |

- جاء نعي وفاة الشاب الشاعر رمضان حمود في جريدة الشهاب على النحو الآتي:[3]

| رمضان حمود | فقيد الأدب والنهوض ؛ السيد رمضان حمود رحمه الله قد كان هذا الشاب الأديب الناهض ركنا ركينا من أركان النهضة الأدبية بالجزائر ولو أمهلته الأيام لكان نابغتها في الأدب بمعناه الصحيح. وإن فيما نشره له "الشهاب" في السنوات الماضية لدليلا واضحا على ما نقول. فموته مصاب قومي مؤلم ، ترك فراغا عظيما في صف العاملين للنهوض الأدبي والرقي الفكري بالمجتمع الجزائري. فلذا ذكرنا لقراء "الشهاب" مختصر ترجمته في هذا القسم من مجلتهم ليكونوا -كما عرفوا فيها أدبه المنظوم والمنثور- عارفين بصورة مصغرة من ترجمة حياته. | رمضان حمود |